# Nokia 500
Nokia 500 — Symbian смартфон начального уровня. Впервые он был выпущен 1 августа 2011 года, все модели были доступны к концу года. После 15 февраля 2012 года он обновляется до версии Nokia Belle (ранее известной как «Symbian Belle») с помощью Nokia Suite и OTA (в некоторых странах).
У Nokia 500 было много проблем с момента его первого выпуска с версией прошивки 010.029, но после обновления 11.33 он работает гладко. Вместо GPU OpenGL ES в модели 500 используется более простой GPU OpenVG, поэтому, хотя 3D-приложения работают без аппаратного ускорения, некоторые 2D и векторные приложения, например Angry Birds, работают корректно. Обновление «Nokia Belle» (последняя версия программного обеспечения — 111.021.0028) улучшило производительность за счет меньшей задержки и нового интерфейса.

## Особенности (Nokia Belle OS)
Nokia 500 поставляется с предварительно загруженным приложением Angry Birds. Belle предлагает до четырех домашних экранов с живыми виджетами разных размеров. Домашние экраны можно персонализировать с помощью виджетов домашнего экрана и ярлыков, включая уведомления и опции подключения. Экран блокировки можно персонализировать с помощью обоев и важной информации. Доступны приложения для навигации, работы с изображениями и просмотра веб-страниц.